# Best of Joy
Best of Joy is een nummer van Michael Jacksons album Michael. Het nummer was eigenlijk geschreven in Londen voor de allerlaatste show van This Is It, maar verscheen nooit omdat de tournee niet doorging. Het nummer werd dus enkele maanden voor Jacksons overlijden geschreven.